# مايك هوبان
مايك هوبان (بالإنجليزية: Mike Hoban)‏ هو لاعب كرة قدم أمريكية أمريكي، ولد في 19 يناير 1952 في شيكاغو في الولايات المتحدة.

## وصلات خارجية
- مايك هوبان على موقع مرجع كرة القدم المحترفة.كوم (الإنجليزية)